# 韋爾比夫卡 (切爾卡瑟區)
48°59′51″N 31°58′8″E / 48.99750°N 31.96889°E
韋爾比夫卡（烏克蘭語：Вербівка）是位於烏克蘭中部的村莊，由切爾卡瑟州切爾卡瑟區的卡姆揚卡市鎮負責管轄。該村始建於十八世紀，面積5.49平方公里，海拔高度130米，2009年人口616，人口密度每平方公里112.2人。